# Łąka (Nysa)
Pour les articles homonymes, voir Łąka.
Łąka est une localité polonaise de la voïvodie d'Opole et du powiat de Nysa.